# Dody Roach
Felix Dodier „Dody“ Roach Jr. (* 5. Mai 1937 in Corpus Christi, Texas; † 7. September 2004 ebenda) war ein professioneller US-amerikanischer Pokerspieler. Er gewann zwei Bracelets bei der World Series of Poker.

## Persönliches
Roach wuchs in seiner Geburtsstadt Corpus Christi auf und besuchte dort das Sam Houston Elementary und die Wynn Seale Jr. High. Im Jahr 1955 machte er an der Ray High School seinen Abschluss. Anschließend ging er zum Militär und war eine Zeit in Korea stationiert. Am 15. Juli 1958 heiratete Roach und bekam mit seiner Ehefrau in der Folge zwei Söhne. Seine Militärzeit endete 1962, anschließend arbeitete er für die Reynolds Metals Company in Gregory. Am 7. September 2004 starb Roach, der an Idiopathischer Lungenfibrose litt, im Alter von 67 Jahren in seinem Haus in Corpus Christi.

## Pokerkarriere

### Werdegang
Roach nahm mindestens von 1981 bis 2002 an renommierten Live-Turnieren teil.
Mitte Mai 1981 gewann Roach bei der World Series of Poker (WSOP) im Binion’s Horseshoe in Las Vegas ein Turnier der Variante No Limit Hold’em und erhielt neben der Siegprämie von 81.000 US-Dollar ein Bracelet. Bei der WSOP 1982 erreichte er beim Main Event den Finaltisch und belegte dort den mit mehr als 40.000 US-Dollar dotierten sechsten Platz. Im März 1988 gewann Roach den in Pot Limit Omaha ausgespielten Cajun Cup im Las Vegas Hilton mit einer Siegprämie von rund 35.000 US-Dollar. In der gleichen Variante siegte er im Dezember 1995 beim Hall of Fame Poker Classic im Hotel Bellagio, was ihm den Hauptpreis von 116.400 US-Dollar, das höchste Preisgeld seiner Karriere, einbrachte. Bei der WSOP 1996 gewann Roach ein Event in Limit Omaha und sicherte sich eine Siegprämie von mehr als 100.000 US-Dollar sowie sein zweites Bracelet. Im Jahr 2002 erreichte er letztmals bei der WSOP die Geldränge.
Insgesamt hat sich Roach mit Poker bei Live-Turnieren knapp 500.000 US-Dollar erspielt.

### Braceletübersicht
Roach kam bei der WSOP zehnmal ins Geld und gewann zwei Bracelets:
| Jahr | Buy-in (in $) | Turnier          | Teilnehmer | Preisgeld (in $) |
| ---- | ------------- | ---------------- | ---------- | ---------------- |
| 1981 | 1000          | No-Limit Hold’em | 162        | 081.000          |
| 1996 | 1500          | Limit Omaha      | 171        | 102.600          |